# Џорџ Вест (Тексас)
Џорџ Вест (енгл. George West) град је у америчкој савезној држави Тексас. По попису становништва из 2010. у њему је живело 2.445 становника.

## Демографија
Према попису становништва из 2010. у граду је живело 2.445 становника, што је 79 (3,1%) становника мање него 2000. године.
| Група             | 2000.         | 2010.         |
| Белци             | 1.035 (41,0%) | 1.167 (47,7%) |
| Афроамериканци    | 7 (0,3%)      | 22 (0,9%)     |
| Азијати           | 4 (0,2%)      | 8 (0,3%)      |
| Хиспаноамериканци | 1.464 (58,0%) | 1.237 (50,6%) |
| Укупно            | 2.524         | 2.445         |